# Julien Ochsé
Julien Ochsé (* 18. Mai 1874 in Paris; † 1936) war ein französischer Schriftsteller.

## Leben
Julien Ochsé stammte aus einer wohlhabenden Familie. Sein jüngerer Bruder Fernand Ochsé (1879–1944) wurde Komponist und Künstler. Sie lebten in einer großen Villa in Neuilly-sur-Seine. Julien Ochsé heiratete 1906 die belgische Bildhauerin Louise Mayer. Nach seinem Tod heiratete sie den Bruder Fernand. Beide wurden 1944 Opfer des Holocaust.
Ochsé verfasste Gedichtbände und Romane. Sein Buch D'île en île wurde von Henri Ghéon in der Nouvelle Revue Française wohlwollend rezensiert. Er wurde 1922 für Repose ailleurs mit dem Lyrikpreis „Prix Davaine“ der Académie française ausgezeichnet. Ochsé war Sekretär der Pariser Section der „Fédération internationale pour la culture française“.
1908 arrangierte sein Bruder im Théâtre des Arts für ihn eine Lesung aus Mirage attardé, unter dem sensationssüchtigen (weil Opium im Spiele war) Publikum verzeichnete das Feuilleton der Zeitung Le Monde Suzette Lemaire (die Tochter von Madeleine Lemaire), Henri Rochefort und Reynaldo Hahn. Laut Patrick Besnier (2015) spielte der Drogenkonsum bei den exzentrischen Salons in der Villa der Brüder in Neuilly eine große Rolle, und Julien Ochsé starb „daher“ frühzeitig an den Folgen des Drogenmissbrauchs.

## Werke (Auswahl)

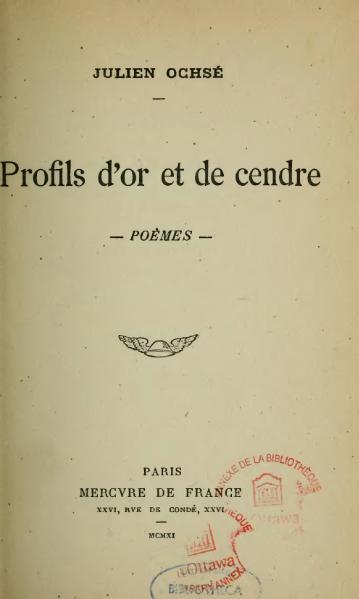
Profils d'or et de cendre : poèmes (1911)

- L'Invisible concert, poèmes. Paris : E. Sansot, 1908
- Entre l'heure et la faux. Paris : E. Sansot et Cie, 1909
- Poèmes. 1910
- Profils d'or et de cendre : poèmes. Paris : Mercure de France, 1911
- D'île en île. Paris : Mercure de France, 1912
- La Feuille morte : roman. Paris : B. Grasset, 1913
- Repose ailleurs, poèmes. Paris : R. Chiberre, 1921
- Le Comte Robert de Montesquiou. 1922
- Le berceau sans fées; roman. Paris, A. Michel 1923
- Cécile Blanc de Fontbelle[6]: Le Vent d'été, mélodie. Poésie de Julien Ochsé. Chant et piano. Paris : Max Eschig, 1924